# Timepiece Ensemble
『Timepiece Ensemble』（タイムピース アンサンブル）は、GLacéより2013年12月27日に発売されたアダルトゲーム。2017年2月23日にエンターグラムよりPlayStation Vita版が、2017年10月12日にはアクラスのブランド「アイチェリー」からDVD PlayersGame版が発売された。
『1/2 summer』から世界観と一部の人物を引き継いでいる。

## あらすじ
秋葉原の近くにある私立・蓬莱不忍学園。主人公の鳥越多輝は幼なじみの蔵前ななみと共に、休部状態にあった「賽の目クラブ」を復活させ、同好会活動と称して放課後を二人きりで過ごしていた。ところが、神社の巫女・月夜野ちあら、妹の鳥越抄、学園の人気者・湯島十和子、才媛の生徒会長にして漫画家の柳橋桜織が次々と加入し、6人の「クラブ」に昇格してしまう。
クラブとなると文化祭への参加が義務づけられる。弱ったななみ達はネットカフェを出店することにしたが、準備に追われて時間が足りない。文化祭前日、最後の買い出しに出かけた多輝は裏路地に不思議なアンティークショップを見つける。黒翼と名乗る店の主人は「時間を買わないか」ともちかけてきた。

## 登場人物
（出典：）

### 主人公
鳥越 多輝（とりごえ たき）
声 - なし
蔵前ななみの幼なじみ。家から近いという理由で蓬莱不忍学園に進学した。

### メインヒロイン
蔵前 ななみ（くらまえ ななみ）
声 - 美月
多輝の幼なじみで多輝のことが大好き。多輝と二人きりになるために賽の目クラブを作った張本人。
ハキハキと振る舞い、リーダーシップを発揮しているが、本当は引っ込み思案な性格。オッドアイの持ち主。
月夜野 ちあら（つきよの ちあら）
声 - 桐谷華
学園近くにある榊神社の巫女。家に帰るのを嫌がり、放課後も学園に居残るため賽の目クラブに入ってきた。
背が低く、胸が小さいのを気にしている。多輝のことは「お兄ちゃん」と呼んでいる。
柳橋 桜織（やなぎばし さおり）
声 - 海原エレナ
学園の生徒会長。裕福な家のお嬢様であり、学園には車で送迎されている。
実はプロの漫画家であり、商業誌だけでなく同人活動もしている。その秘密を知る賽の目クラブのメンバーはアシスタントとして使われている。同人誌はハードなエロ本ばかり。
湯島 十和子（ゆしま とわこ）
声 - 木ノ下とまり
桜織の幼なじみ。女子学生から「十和子様」と慕われ、バレンタインデーには男子学生を差し置いて一番多くチョコを受け取っている。
追っかけから逃れるために賽の目クラブに入った。自宅は埼玉の山奥にあり、通学に1時間半を要する。
鳥越 抄（とりごえ ささ）
声 - 桃井いちご
多輝の実妹。自宅では家事全般を担い、兄の面倒を見ている。多輝のことは「兄」と呼ぶ。
趣味のコンピュータ、特技の料理で賽の目クラブのネットカフェを両面で支えることになる。

### サブキャラクター
蔵前 こなみ（くらまえ こなみ）
声 - 羽鳥いち
ななみの双子の姉で、12歳のときに事故で亡くなった。
「双子は片方の命がなくなると、もう片方も命を失う」ことから幽霊となってななみに取り憑いており、多輝だけが知っている。
生前はハキハキとリーダーシップを発揮していた。ななみはいつしか、そんなこなみの真似をするようになった。
多輝をめぐって、ななみとは三角関係にあった。
黒翼（くろは）
声 - 秋野花
学園近くの裏路地でアンティークショップ「機巧屋」を営んでいる謎の少女。文化祭の前日、多輝に24時間をプレゼントする。
テトメト
声 - 藤咲ウサ
「機巧屋」の店員。外見はネコ。

## スタッフ
（出典：）
- シナリオ - 若瀬諒、りりり
- キャラクターデザイン・原画 - せせなやう
- 音楽 - 大川茂伸

## 主題歌
（出典：）
オープニングテーマ「Piece of Time」
歌 - nao / 作詞 - 秋田うと / 作曲・編曲 - 大川茂伸 / ミキシング - 新井健史
エンディングテーマ「モノクローム」
歌 - nao / 作詞 - 秋田うと / 作曲・編曲 - 大川茂伸 / ミキシング - 新井健史

## 関連商品
Timepiece Ensemble オリジナルサウンドトラック
2014年4月29日、キャラクターコンテンツ総合見本市「Character1 2014」で販売された。主題歌2曲と全BGMの計22曲が収録されている。
| #         | タイトル                                             | 作詞      | 作曲     | 時間 |
| --------- | ---------------------------------------------------- | --------- | -------- | ---- |
| 1.        | 「Piece of Time」(歌：nao)                           | 秋田うと  | 大川茂伸 | 4:04 |
| 2.        | 「Happy Rising」                                     |           | 大川茂伸 | 4:00 |
| 3.        | 「Square Wave Festa」                                |           | 大川茂伸 | 3:18 |
| 4.        | 「coochy-coo doze」                                  |           | 大川茂伸 | 3:33 |
| 5.        | 「The Morning Kettle」                               |           | 大川茂伸 | 3:35 |
| 6.        | 「Second Hand’s Walking」                            |           | 大川茂伸 | 3:37 |
| 7.        | 「Sunny Spot Running」                               |           | 大川茂伸 | 3:44 |
| 8.        | 「Diamond Dust」                                     |           | 大川茂伸 | 3:37 |
| 9.        | 「Tipsy Lips」                                       |           | 大川茂伸 | 3:37 |
| 10.       | 「Night Swallowtail」                                |           | 大川茂伸 | 3:27 |
| 11.       | 「One-eyed Owl」                                     |           | 大川茂伸 | 3:46 |
| 12.       | 「Nocturne Op.9 Nr.2 in Es-dur - Takemitsu Version」 |           | 大川茂伸 | 3:37 |
| 13.       | 「Silhouette on the Heart」                          |           | 大川茂伸 | 3:22 |
| 14.       | 「Girl Meets Ghost」                                 |           | 大川茂伸 | 3:55 |
| 15.       | 「We are alone」                                     |           | 大川茂伸 | 3:24 |
| 16.       | 「Long Good-bye」                                    |           | 大川茂伸 | 3:50 |
| 17.       | 「Glance」                                           |           | 大川茂伸 | 2:57 |
| 18.       | 「Welcome to Cafe Bergamot!」                        |           | 大川茂伸 | 3:02 |
| 19.       | 「Huygens Logics」                                   |           | 大川茂伸 | 1:52 |
| 20.       | 「Dream of Chronometer」                             |           | 大川茂伸 | 3:27 |
| 21.       | 「Piano Sonata L118 - Takemitsu Version」            |           | 大川茂伸 | 4:52 |
| 22.       | 「モノクローム」(歌：nao)                            | 秋田うと  | 大川茂伸 | 5:58 |
| 合計時間: | 合計時間:                                            | 合計時間: | 80:34    |      |
「柳橋 桜織」抱き枕カバー
キャラクター人気投票で1位の5120票を獲得した柳橋桜織の抱き枕カバー。なお、2位は3908票で月夜野ちあら、3位は1488票で湯島十和子（第3回人気投票）。

## 評価

### アダルトゲーム版
Getchu.comの美少女ゲーム大賞2013では、いずれの部門でも圏外だった。
ユーザーからは「タイトル画面なしというのは斬新だった」（システム部門という声が寄せられたほか、キャラクター部門においては桜織のキャラクター性について評価する声が寄せられた。

### PS Vita版
ファミ通によるレビューが行われている。
- 「瞳の色が左右で違う娘や眼帯の女の子がいる各ヒロインのデザインに加え、学園祭の準備をする展開など、ギャルゲーのお約束を押さえた鉄板の作り」（乱舞吉田）とされながらも、「よくあるタイプのギャルゲーといった印象」（同）とも評された[27]。
- 「時間の流れに介入したり、ヒロインに憑りついている双子の姉の存在など、ちょっと現実離れした部分も興味をそそる」（ジゴロ☆芦田）、「文化祭や超常現象など、映画『うる星やつら2 ビューティフル・ドリーマー』にも通じるような、心惹かれるエッセンスが満載」（くしだナム子）など、SF・オカルト的な要素が評価された[27]。